# Било једном у Анадолији
Било једном у Анадолији (тур. Bir Zamanlar Anadolu’da) је турско-босанскохерцеговачки филм из 2011. године, косценаристе и редитеља Нурија Билгеа Џејлана. Заснован на стварном искуству једног од сценариста филма, филм говори о групи мушкараца који траже мртво тело у анадолијској степи. Филм јепремијерно приказан на Филмском фестивалу у Кану 2011. где је био суосвача награде Гран при.

## Прича
Током ноћи, у три аутомобила се вози малу група мушкараца – полицајци, доктор, тужилац, копачи гробова, снаге жандармерије и два брата, осумњичени за убиство – у руралном окружењу анадолског града Кескина. Они су у потрази за закопаним телом. Кенан, један од осумњичених, води их од једне до друге локације; у време злочина био је пијан и не може да се сети где су он и његов ментално поремећени брат закопали тело. Мрак и визуелна нејасноћа пејзажа не помажу њиховој потрази јер свако место изгледа исто.
У међувремену, мушкарци разговарају о разним темама, као што су јогурт, јагњећи котлети, мокрење, породица, супружници, бивше жене, смрт, самоубиство, хијерархија, бирократија, етика и њихов посао. О филозофији се такође расправља, са једном очигледно централном и посебном идејом/темом која се помиње неколико пута током филма — идеја да деца увек плаћају за грешке својих родитеља.
Након много заустављања, тужилац почиње да прича доктору о посебно мистериозној смрти у којој је жена тачно предвидела свом мужу тачан датум своје смрти, а то је било кратко време након што је родила дете. Прича се прекида када тужилац види неке од његових људи како се нападају Кенана након што открију да су поново на погрешном месту. Док група расправља шта даље, Кенан тражи од доктора цигарету коју он покушава да му да. Међутим, комесар Наци га зауставља и говори Кенану да може да добије цигарету када је заслужи.
Група се зауставља у оближњем селу да једе у кући градоначелника. Градоначелник моли тужиоца да разговара са властима његовог града како би им помогао да обезбеде средства за изградњу мртвачнице у којој се могу припремити тела за сахрану. Када неки од мушкараца предложе да једноставно брзо закопа тела, човек их обавештава да емиграција значи да су у граду остали само стари људи и када њихова деца сазнају за њихову смрт, моле га да не закопава тела одмах како би могли да се врате и види своје родитеље последњи пут.
Ветар изазива нестанак струје током којег градоначелникова млада ћерка доноси мушкарцима чај, док лампа осветљава њено лице. Део мушкараца је запањен њеном лепотом. Након што је види, Кенан почиње да плаче.
Док чека да се светло поново упали, докторка пита за узрок смрти жене која је предвидела дан своје смрти. Тужилац каже да је то било природно, срчани удар. Доктор потом пита да ли је обављена обдукција, а тужилац одговара да није било потребе јер је узрок смрти био очигледан и несумњив. Доктор сугерише да је можда у питању био само-индуковани срчани удар уз употребу лекова, а самим тим и самоубиство.
У међувремену, Кенан открива шта се догодило у ноћи убиства – док је пијан одао је тајну да је син жртве заправо његов, што је закомпликовало ствари. Након признања комесару, даје му цигарету.
Дневно светло. Кенан их коначно води на исправну локацију. Група ископава тело и згрожени су када виде да је леш везан. Пошто су морали да однесу тело у болницу на обдукцију, схватају да немају торбу за тело и да је тело, које је сада одвезано, везао Кенан како би стао у пртљажник његовог аутомобила. Након што су размишљали да ли да поново вежу тело, решавају да савију леш.
Мајка и син (можда 12 година) чекају испред болнице. Син баци камен на Кенана и погађа га између очију. Кенан плаче.
У болници тужилац поново разговара са лекаром о жени која је предвидела сопствену смрт. Даље се расправља о могућности самоубиства, при чему се утврђује да је одређени лек на рецепт могао бити коришћен да изазове срчани удар. Тужилац је упознат са леков јер је његов таст узимао исти лек због срчаних тегоба. Разговара се и о могућим разлозима самоубиства, а њих двоје долазе до могућег мотива — потврђеног неверства њеног мужа. На крају расправе, понашање тужиоца сугерише да је жена можда била његова супруга.
Тужилац позива супругу жртве да идентификује тело у болничкој мртвачници, поднесе потребну документацију и одлази, остављајући доктору да обави обдукцију. Обдукција открива присуство земље у плућима, што имплицира да је жртва жива закопана, али доктор то намерно изоставља из извештаја.
Филм се завршава снимком из лекарске перспективе како мајка и син у даљини одлазе са мужевљевим стварима. Син види да је фудбалска лопта случајно избачена далеко од школског дворишта и потрчи, узима лопту и ногом је враћа деци у двориште. Он затим трчи назад својој мајци.

## Глумачка подела
- Мухаммет Узунер као доктор Џемал
- Јилмаз Ердоган као полицијски комесар Наци
- Танер Бирсел као тужилац Нусрет
- Ахмет Мумтаз Тајлан као полицијски возач Арап Али
- Фират Таниш као осумњичени Кенан
- Ерцан Кесал као градоначелник Мухтар

## Продукција
Редитељ Нури Билге Џејлан одрастао је у малом граду сличном оном у филму по менталитету и хијерархији и наводио је да осећа блиску повезаност са приказаним ликовима. Прича је заснована на стварним догађајима. Један од Џејланових косценариста био је прави лекар и, да би стекао лиценцу, морао је да ради две године у граду у коме је радња смештена.
Прича у филму заснована је на врло сличним догађајима које је косценариста доживео. Наслов филма се реферише на филм Серђа Леонеа Било једном на Дивљем Западу и био је нешто што је један од возача изговорио током стварних догађаја. Приликом писања сценарија, филмски ствараоци су се трудили да буду што реалнији, а главни циљ је био да дочарају посебну атмосферу која је оставила снажан утисак на доктора. Неколико цитата из прича Антона Чехова уграђено је у сценарио.
Филм је продуцирала турска продуцентс какућа Зеино Филм, у копродукцији са босанскохерцеговачком компанијом Продуцтион2006 Сарајево, те другим турским компанијама и Турском радио и телевизијском корпорацијом.
Снимање је трајало једанаест недеља и обављено је око Кескина, у провинцији Кирикале у централној Анадолији. Филм је снимљен у формату CinemaScope.

## Пријем
Rotten Tomatoes даје филму оцену од 94% на основу 70 критика, са просечном оценом 8,2/10, док Метакритик даје просечну оцену 82/100 на основу рецензија 21 критичара, што указује на „универзално признање."
Филм је добио другу најпрестижнију награду Канског филмског фестивала, Гран При, у заједничкој победи са филмом Дечак са бициклом браће Дарден.
Било једном у Анадолији је изабран као званични кандидат Турске за Оскара за најбољи међународни филм, али није ушао у ужи избор.
Sight & Sound је на листи Било једном у Анадолији наведен као 8. најбољи филм продуциран 2012.
Стивен Холден из Њујорк тајмса прогласио га је шестим најбољим филмом у 2012. и „истраживачким размишљањем о неухватљивости истине“.
Филм је 2016. године проглашен за 54. најбољи филм 21. века, према анкети од 177 филмских критичара из целог света.